# جاكوب بيل (لاعب كرة قدم أمريكية)
جاكوب بيل (بالإنجليزية: Jacob Bell)‏ هو لاعب كرة قدم أمريكية أمريكي، ولد في 2 مارس 1981 في كليفلاند في الولايات المتحدة.

## وصلات خارجية
- جاكوب بيل على موقع مرجع كرة القدم المحترفة.كوم (الإنجليزية)